# إدوين دينبي (سياسي)
إدوين دينبي هو ضابط ومحامي وسياسي أمريكي، ولد في 18 فبراير 1870 في إيفانسفيل في الولايات المتحدة، وتوفي في 8 فبراير 1929 في ديترويت في الولايات المتحدة. نشط حزبياً في الحزب الجمهوري. وقد انتخب الأمين العام (6 مارس 1921 – 10 مارس 1924) وانتخب عضو مجلس نواب ميشيغان ‏ وانتخب عضو مجلس النواب الأمريكي ‏ عن دائرة الدائرة الكونغرسية الأولى لميشيغان ‏ (4 مارس 1905 – 3 مارس 1911).